# Bois-Joli
Cet article concerne le village canadien. Pour l'espèce florale, voir Bois-joli. Pour le pays fictif, voir Le Manège enchanté.
Bois-Joli est un village du Nouveau-Brunswick, situé dans le territoire de la commission de services régionaux du Restigouche. La municipalité a été constituée le 1er janvier 2023, de la fusion des villages d'Eel River Crossing et de Balmoral, des DSL de Blair-Athol et de Balmoral–Saint-Maure, ainsi que des parties des DSL de Balmoral-Maltais, de McLeods, de la paroisse de Dalhousie.